# 前田義雄
前田 義雄（まえだ よしお、1906年（明治39年）4月8日 - 1996年（平成8年）11月30日）は、昭和期の政治家。衆議院議員、岐阜県議会議員。

## 経歴
岐阜県大野郡清見村大字大原（現高山市清見町大原）で生まれる。1928年（昭和3年）日本大学法文学部法科を卒業した。
特定郵便局飛騨大原郵便局長、岐阜県議会議員、同副議長、岐阜県労働委員会委員、岐阜県山林協会理事、高山建設業協会長などを務めた。
1960年（昭和35年）11月の第29回衆議院議員総選挙で岐阜県第2区で自由民主党公認で出馬して当選し、衆議院議員に1期在任した。この間、自民党全国組織委員会社会保障部長、同岐阜県支部連合会幹事長などを務めた。以後、1963年（昭和38年）11月の第30回総選挙、1965年（昭和40年）7月の第7回参議院議員通常選挙（岐阜県地方区）に立候補したが、いずれも次点で落選した。
その後、再び岐阜県議会議員に在任した。